# Žan Karničnik
Žan Karničnik (ur. 18 września 1994 w Slovenj Gradcu) – słoweński piłkarz grający na pozycji obrońcy w słoweńskim klubie NK Celje oraz reprezentacji Słowenii. Uczestnik Mistrzostw Europy 2024.